# Maternité de Riga
La maternité de Riga (en letton : Rīgas Dzemdību nams) est un hôpital situé dans le quartier de Brasa à Rīga en Lettonie.

## Présentation
La maternité de Riga est une institution médicale, une société à responsabilité limitée.
Elle est située au 45, rue Miera, à Riga.
La maternité a été fondée en 1947, c'était la première maternité de la ville de Riga et elle a reçu son nom actuel en 2000.
À sa fondation, la maternité était située dans un bâtiment destiné à l'école d'infirmières Diakonia, le nouveau bâtiment a été construit en 1978.
En 1947, elle comptait 56 lits, en 1955 220 lits et en 2003  260 lits. 
En 2003, 63 médecins et 4 pharmaciens travaillaient dans l'établissement. 
La maternité accueille en moyenne 7 000 naissances chaque année, soit environ un tiers de toutes les naissances du pays.
En outre, la maternité organise diverses conférences et séances d'exercices pour les femmes enceintes.

## Galerie

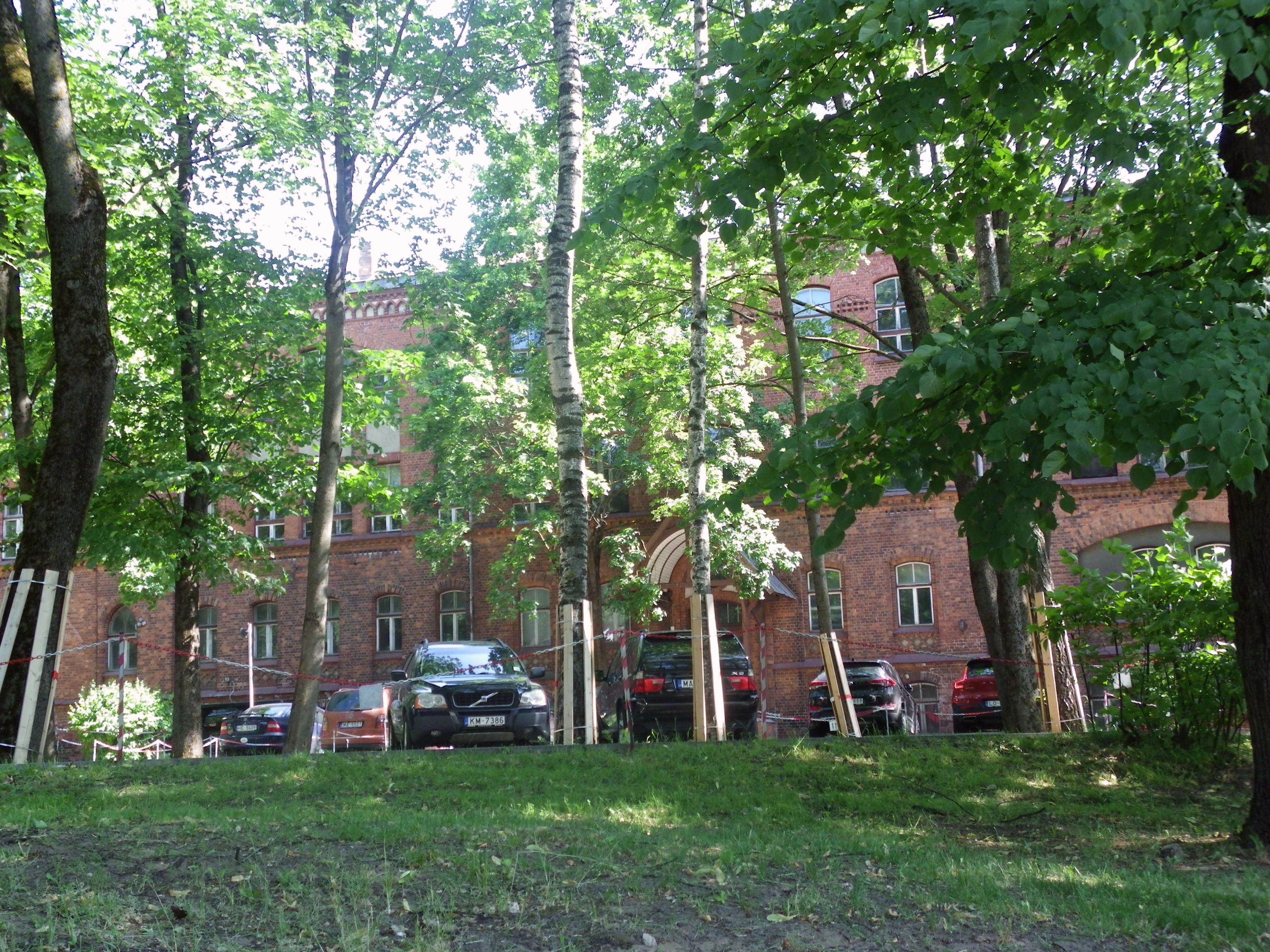
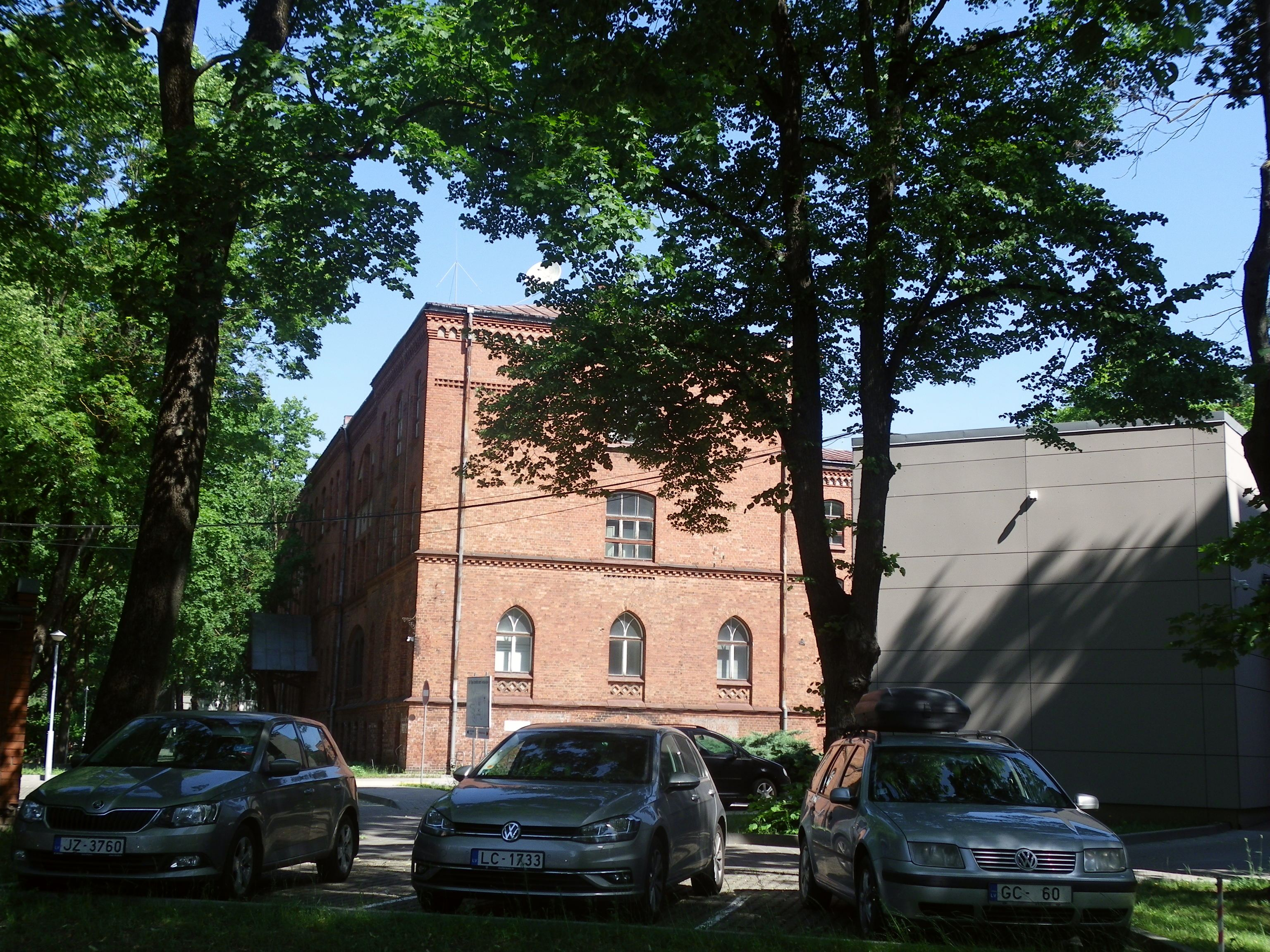
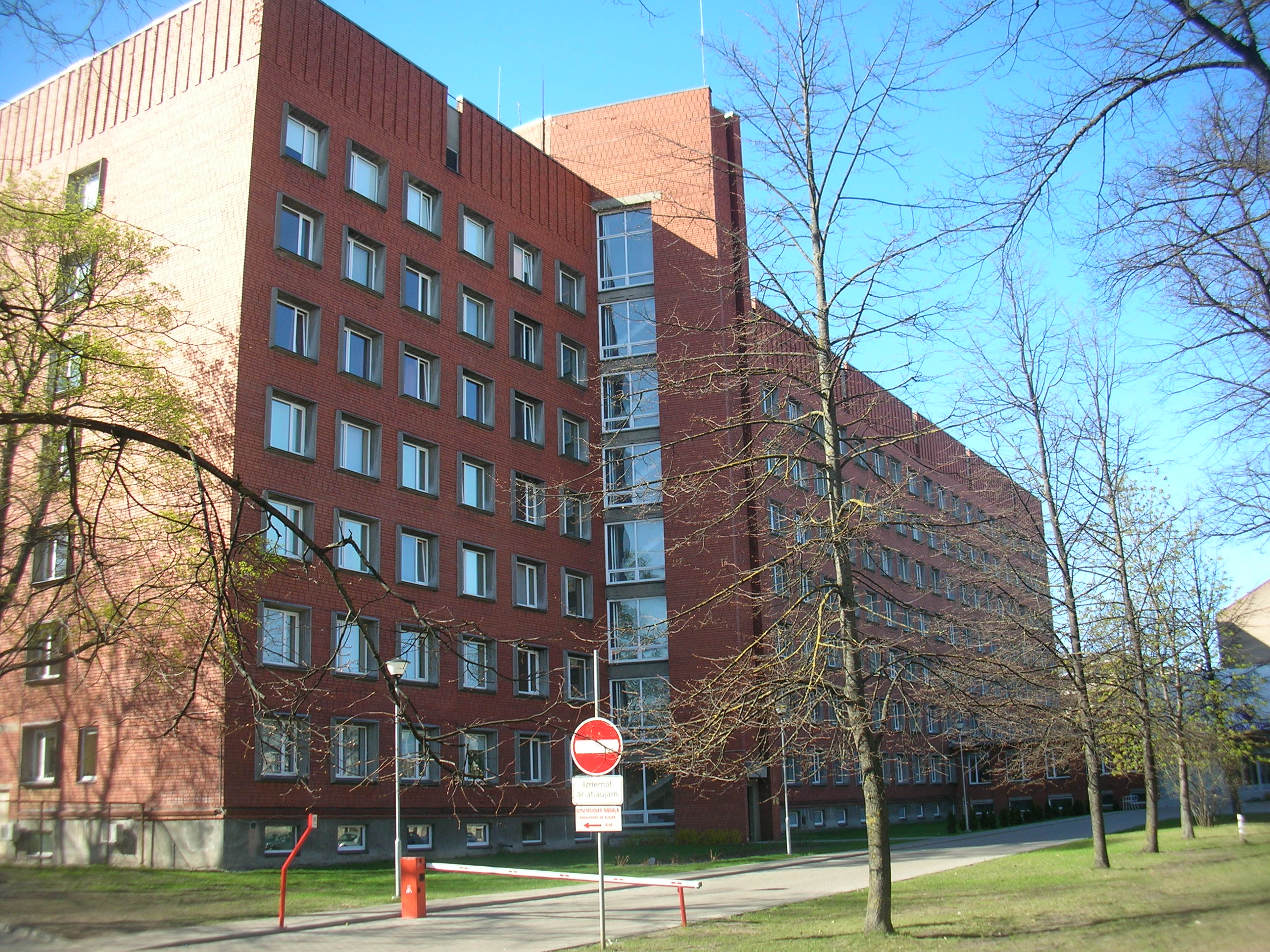